# Das unvollendete Bildnis (2003)
Das unvollendete Bildnis (Originaltitel: Five Little Pigs) ist eine Langfolge aus der neunten Staffel der britischen Fernsehserie Agatha Christie’s Poirot aus dem Jahr 2003 von Paul Unwin. Es ist die Verfilmung des gleichnamigen Romans von Agatha Christie aus dem Jahr 1942.

## Handlung
Lucy Crale beauftragt Hercule Poirot, einen vierzehn Jahre zurückliegenden Mord aufzuklären. Damals wurde ihre Mutter für schuldig befunden, ihren Ehemann, einen Maler, vergiftet zu haben, und daraufhin zum Tode durch den Strang verurteilt. Als Motiv gilt Eifersucht auf die Geliebte ihres Mannes. Poirot ist schnell von der Unschuld der vermeintlichen Mörderin überzeugt und legt sich auf fünf Verdächtige fest, die er unabhängig voneinander besucht und befragt. Dabei erhält er in Rückblenden fünf verschiedene Versionen der Geschehnisse jenes Tages, an dem der Giftmord geschah. Schließlich kommen alle Protagonisten an dem Tatort, einem Landsitz, zusammen und Poirot gelingt es, den wahren Schuldigen zu überführen.

## Hintergrund
Der unerfüllte Liebeswunsch von Philip Blake bezieht sich im Film auf Amyas Crale und nicht wie im Buch auf Caroline.

## Belege
1. ↑   Freigabebescheinigung für Das unvollendete Bildnis. Freiwillige Selbstkontrolle der Filmwirtschaft, August 2008 (PDF; Prüfnummer: 115 025 DVD).